# Littledalea
Littledalea là một chi thực vật có hoa trong họ Hòa thảo (Poaceae).

## Loài
Chi Littledalea gồm các loài: